# Jávorszky Béla Szilárd
Jávorszky Béla Szilárd (Budapest, 1965. július 3.–) magyar zenei szakíró, szerkesztő; a hazai és nemzetközi populáris zene évtizedeit feldolgozó könyvsorozatok szerzője, társszerzője. Fő szakterülete a rock-, a folk-, a jazz- és a kísérleti zene, doktori disszertációját 1991-ben zeneszociológiából írta.

## Pályafutása
1983-ban a Toldy Ferenc Gimnáziumban érettségizett, 1989-ben a Marx Károly Közgazdaságtudományi Egyetem (ma Corvinus Egyetem) külgazdaság szakán diplomázott. 1990-1991-ben a Magyar Rádió zenei és ifjúsági osztályának riportere, illetve a Magyar Hírlap kulturális rovatának munkatársa volt. 1991 és 1996 között az Új Magyarország, 1997 és 2005 között a Népszabadság kulturális rovatában dolgozott, 2005 óta szellemi szabadúszó. Emellett a kilencvenes és kétezres években alkalmanként publikált a Magyar Narancs és a Kritika hasábjain, illetve több zenei szaklapban (Muzsika, Wanted, Z Magazin, Rockinform).
2005-ben Sebők Jánossal indította el azt a nagyszabású könyvsorozatot, amely a hazai és nemzetközi poprockzene évtizedeit dolgozza fel, s amelynek összesen öt közös kötete – A rock története 1. (2005), A magyarock története 1. (2005), A magyarock története 2. (2006), A rock története 2. (2007), A rock története 3. (2015) – látott napvilágot. A széria utolsó – már új szerzőtárssal, Dömötör Endrével együtt írt – része (A rock története 4.) 2017 novemberében jelent meg.
2013-ban Jávorszky egy másik könyvsorozatba is belekezdett, melynek eddig két kötete – A magyar folk története (2013), A magyar jazz története (2014) – látott napvilágot (a trilógia harmadik része a magyar kortárs zene történetét mutatja majd be).
Ezek mellett 2016-ban Jávorszky újabb sorozatot indított, melyben a magyar folktörténet egy-egy kiemelkedő alakjának életművét dolgozza fel monográfia formájában. Az eddigi kötetek: Halmos Béla emlékezete (2016), Sebő 70 (2017) Sebestyén Márta (2018), A Vujicsics-örökség (2019) és Kása Béla fotográfus (2021)..
2015 februárja és 2020 márciusa között havi rendszerességű poprocktörténeti előadás-sorozatot tartott az Örkény Könyvesboltban, amely a pandémia miatt abbamaradt, de 2022 februárjától a Magyar Zene Házában újra életre kelt.

## Könyvei
- Nagy Sziget Könyv. 10 év hév; CrossRoads Records, Bp., 2002
- A rock története 1. – 50-es, 60-as évek (Sebők Jánossal, Glória Kiadó, 2005)
- Jávorszky Béla Szilárd–Sebők János: A magyarock története, 1-2.; Népszabadság Könyvek, Bp., 2005–2006
  - A beatkezdetektől a kemény rockig; 2005 + CD-ROM
  - Az újhullámtól az elektronikáig; 2006
- Jávorszky Béla Szilárd–Sebők János: A rock története, 1-3.; Glória, Bp., 2005–2015
  - 1. 50, 60 évek; 2005
  - 2. 70 évek; 2007
  - 3. 80-as évek; 2015
- 303 magyar lemez, amit meg kell hallgatnod, mielőtt meghalsz (többekkel társszerző, Gabo Kiadó, 2008)
- Sziget 20; angolra ford. Pongor Vince; BPRNR Ltd., Bp., 2012
- Sziget, 1993–2012. 20 év hév; Kossuth, Bp., 2012
- A magyar folk története. Népzene, táncház, világzene; Kossuth–Hagyományok Háza, Bp., 2013 (angolul is, 2015)
- Muzsikás 40 (Kossuth Kiadó, 2013)
- A magyar jazz története (Kossuth Kiadó, 2014)
- The Story Of Hungarian Folk (Kossuth Kiadó, 2015)
- Halmos Béla emlékezete (Kossuth Kiadó, 2016)
- Dömötör Endre–Jávorszky Béla Szilárd: A rock története, 4.; Kossuth, Bp., 2017
- Sebő 70 (Kossuth Kiadó, 2017)
- Sebestyén Márta – "A madár repül, én énekelek" (Kossuth Kiadó, 2018) + CD
- A Vujicsics-örökség (Kossuth Kiadó, 2019)
- Jávorszky Béla Szilárd–Sebők János: A magyarock története; átdolg., bőv. kiad.; Kossuth, Bp., 2019–
  - 1. 60-70-es évek; 2019
  - 2. 80-90-es évek; 2020
- Fonó 25; Fonó Budai Zeneház, Bp., 2020
- Kása Béla fotográfus, Kossuth, Bp, 2021 + CD
- 80 Szomjas év, Kossuth, Bp, 2021
- Táncház 50 (szerk), Kossuth, Bp, 2022
- Kelemen László - Erdélyből a világ, Kossuth-Hagyományok Háza, Bp, 2023
- Téka, Kossuth-Hagyományok Háza, Bp, 2025

## Fordításai
- Paul Oliver: A blues története (Dénes Natúr Műhely, 2002)
- Gitárosok nagykönyve (Klág Dáviddal, Gabo Kiadó, 2012)

## Kapcsolódó anyagok
- Kibontva a legendából – Marton László Távolodó interjúja, Magyar Narancs, 2005
- A rock zenei-kulturális-életfilozófiai mozgalom – drMáriás interjúja, A38.hu, 2007[halott link]
- Párját ritkítja – Soós Tamás interjúja, Magyar Narancs, 2015
- Hogyan készülnek a lemezkritikák? – Utry Dániel írása, Nowmagazin, 2015
- Poós Zoltán interjúja, nullahategy.hu, 2016

1. ↑  PIM-névtér-azonosító. (Hozzáférés: 2020. május 30.)